# Pelegrina galathea
Espèce
Pelegrina galathea est une espèce d'araignées aranéomorphes de la famille des Salticidae.

## Répartition
Cette espèce se rencontre depuis le Costa Rica jusqu'au Canada ainsi qu'aux Bermudes avec une répartition localisée à l'Est du continent Nord américain. Elle est notamment présente aux États-Unis ainsi qu'au Mexique et au Guatemala.

## Habitat
Pelegrina galathea est une espèce qui affectionne les milieux ouverts comme les champs tels que les plantations de sorgo ou de soja mais peut être également observée dans les chênes et autres arbres des forêts. 
En Floride, elle est présente sur l'espèce invasive Melaleuca quinquenervia.
En Amérique centrale elle est présente dans les zones ripariennes.

## Description
Le mâle mesure de l'ordre de 3 à 4 mm et la femelle de l'ordre de 4 à 5,7 mm.
La femelle est grise avec des points clairs et sombres lui donnant son nom vernaculaire en anglais, peppered jumper.
Le mâle est bronze marron avec des setae blanches formant des marques distinctives sur l'abdomen et le céphalothorax. Les deux marques blanches s'étendant derrière les yeux médians antérieurs forment une sorte de V caractéristique.

### Description du mâle

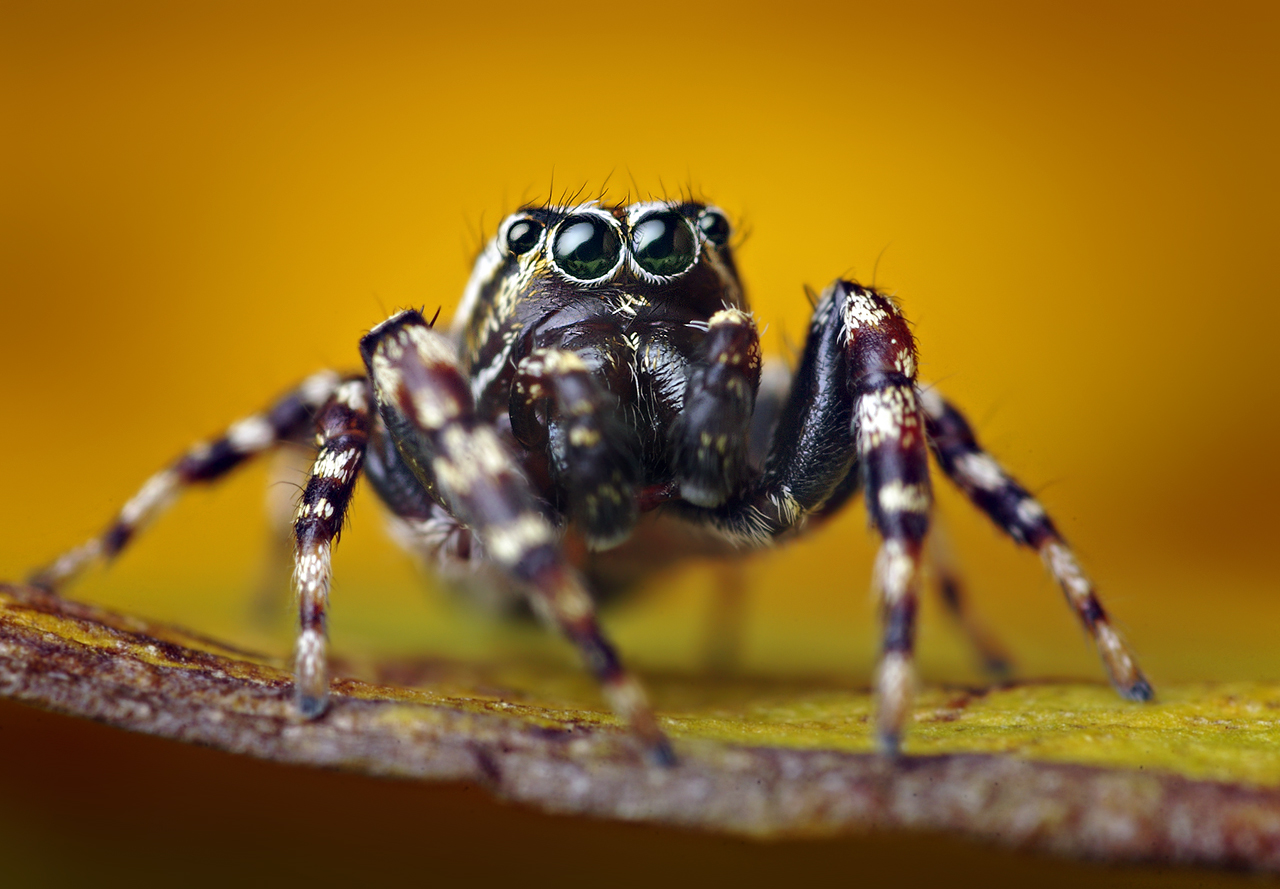
Pelegrina galathea ♂

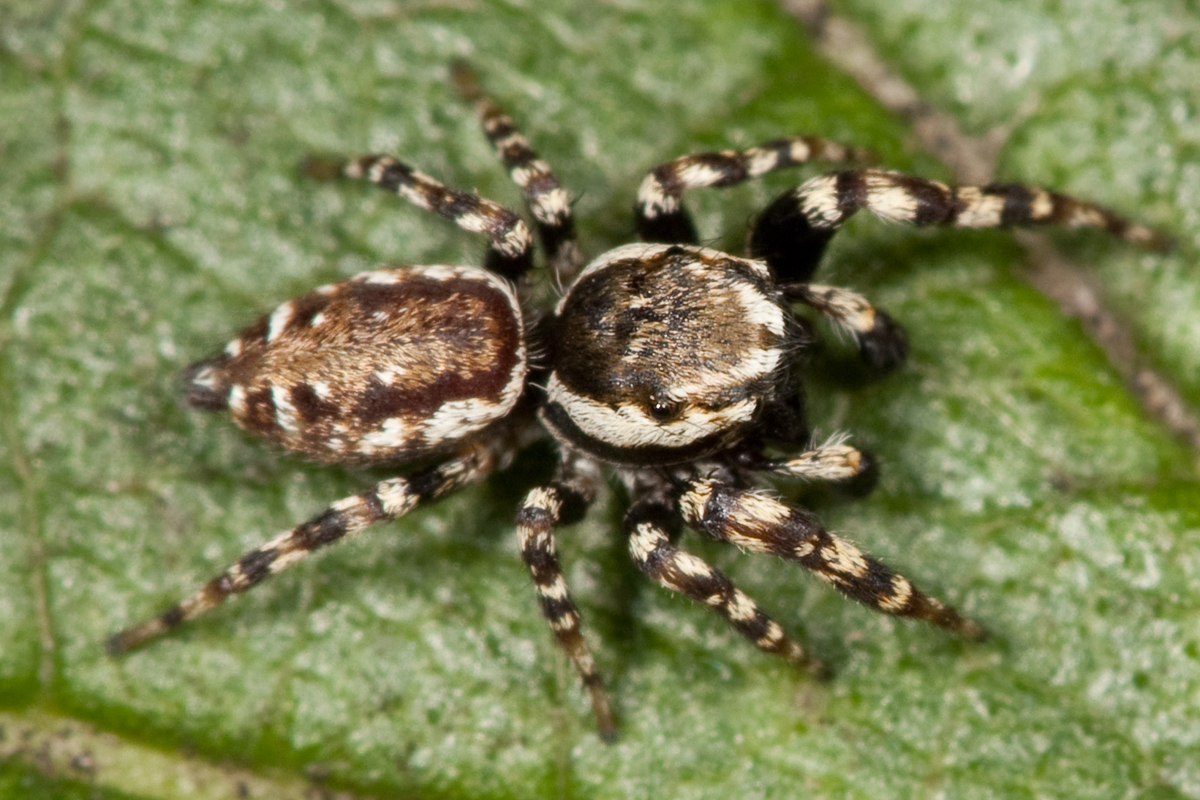
Pelegrina galathea ♂

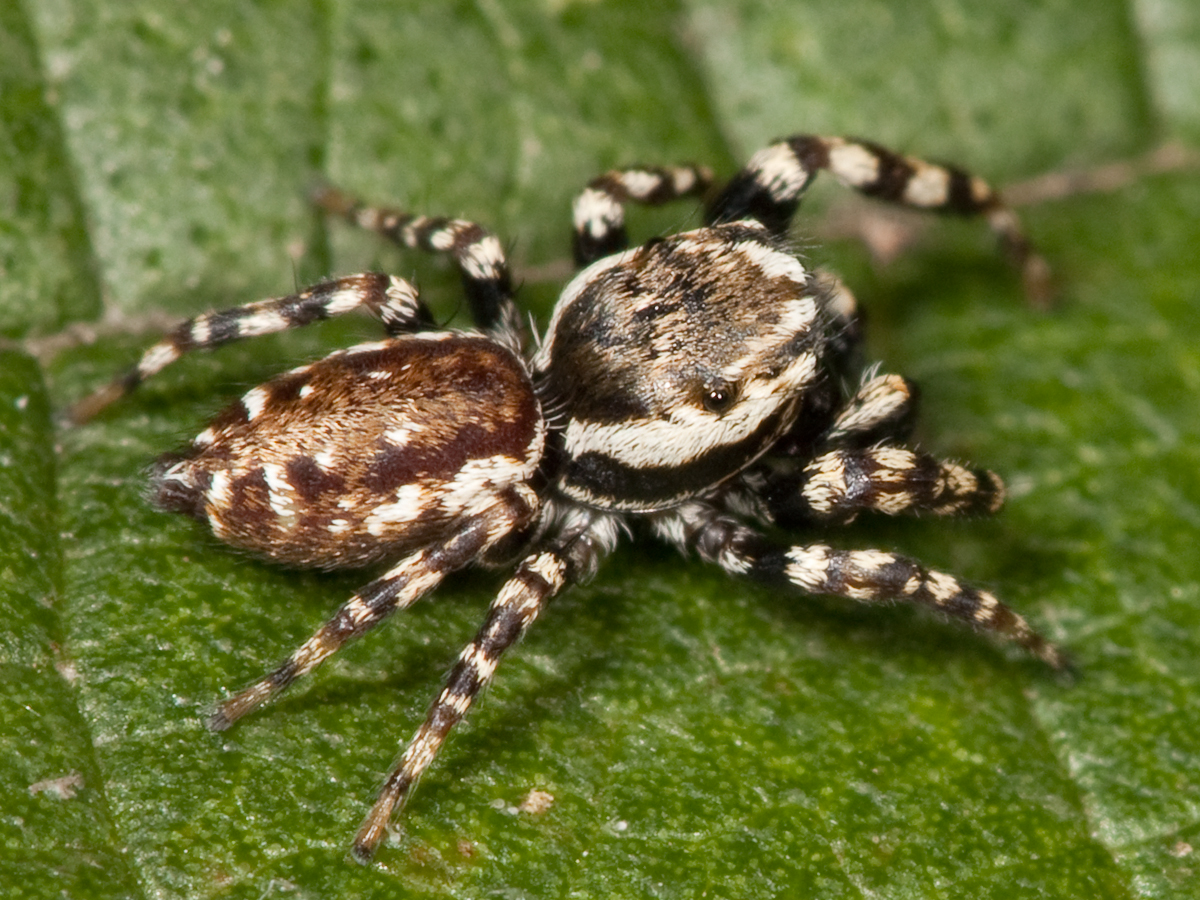
Pelegrina galathea ♂

La carapace se dilate légèrement latéralement en arrière. Elle est rouge-brun avec deux taches de poils blancs derrière les yeux antérieurs, une large tache médiane latérale blanche s'étendant depuis le dessous des yeux latéraux antérieurs presque jusqu'à la marge postérieure et une très étroite ligne marginale de poils blancs.
Le dos de l'abdomen est brun-rouge avec des setae iridescents, une bande blanche marginale ininterrompue avec trois paires de taches blanches dans la moitié basale et deux taches blanches obliques sur chaque côté au sommet. La partie ventrale est brune, largement marginée de jaune pâle ou blanc terne.
Les premières pattes sont brun-jaune avec les fémurs et les apex des autres segments brun foncé. Les secondes, troisièmes et quatrièmes pattes sont jaune, annelées comme les premières pattes avec du brun. Le tibia de la première patte est épineux au milieu du côté intérieur et un peu plus loin sur le côté extérieur.
Les mandibules sont robustes, non développées, avec une plus grande dent qui se dilate à son sommet sur la marge inférieure, opposée par une petite dent sur la partie supérieure. 
Le bulbe des palpes s'épaissit à la base sur le tibia. Son épine apicale est noire, très large, obliquement tronquée au sommet, avec une petite cuspide centrale et un point apical plus long dirigé vers l'avant et légèrement incurvé vers l'intérieur. L'éperon tibial est très court, pointu et courbé vers le bas. 
Le sternum est deux fois plus long que large et non brusquement rétréci en arrière.

### Description de la femelle

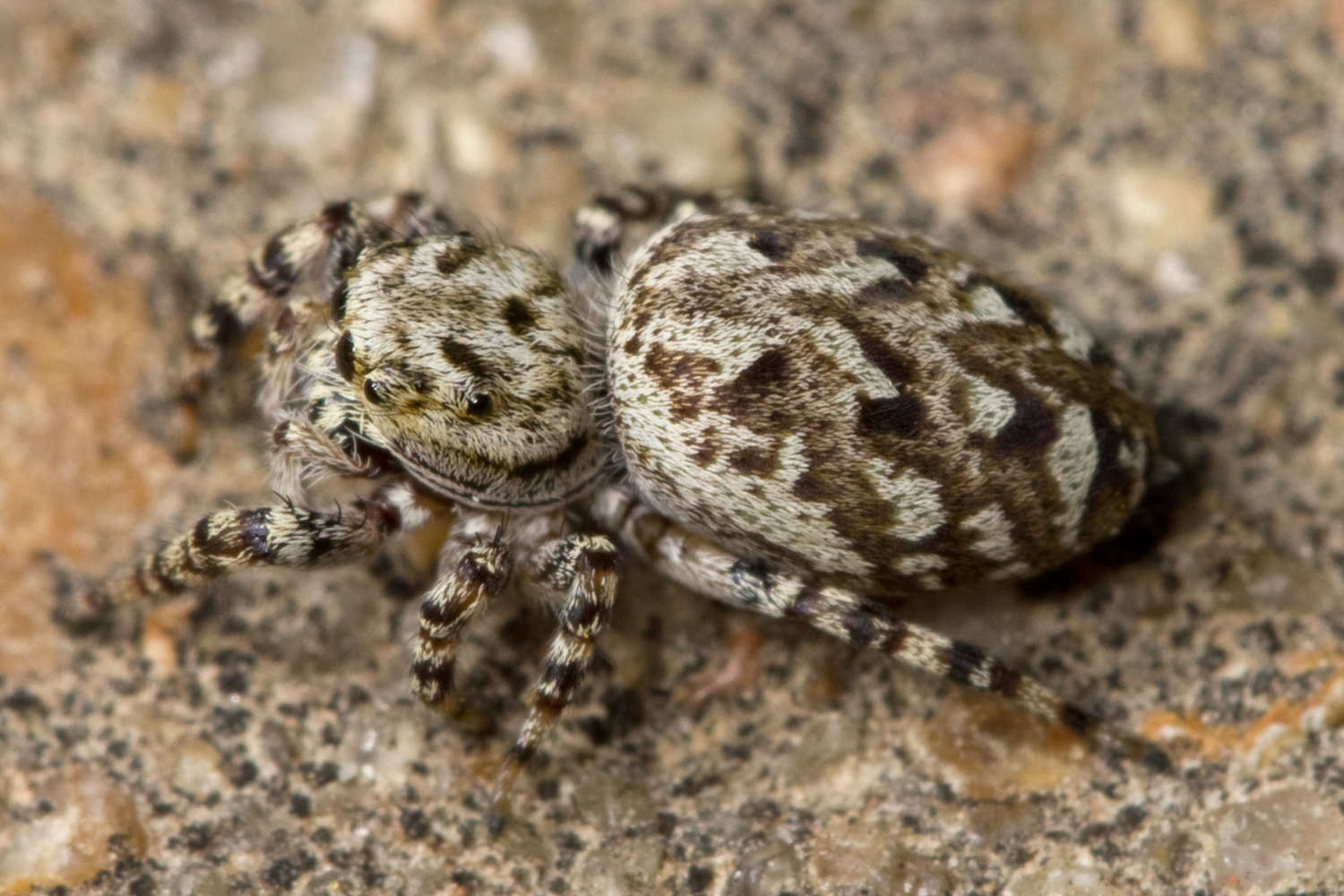
Pelegrina galathea ♀

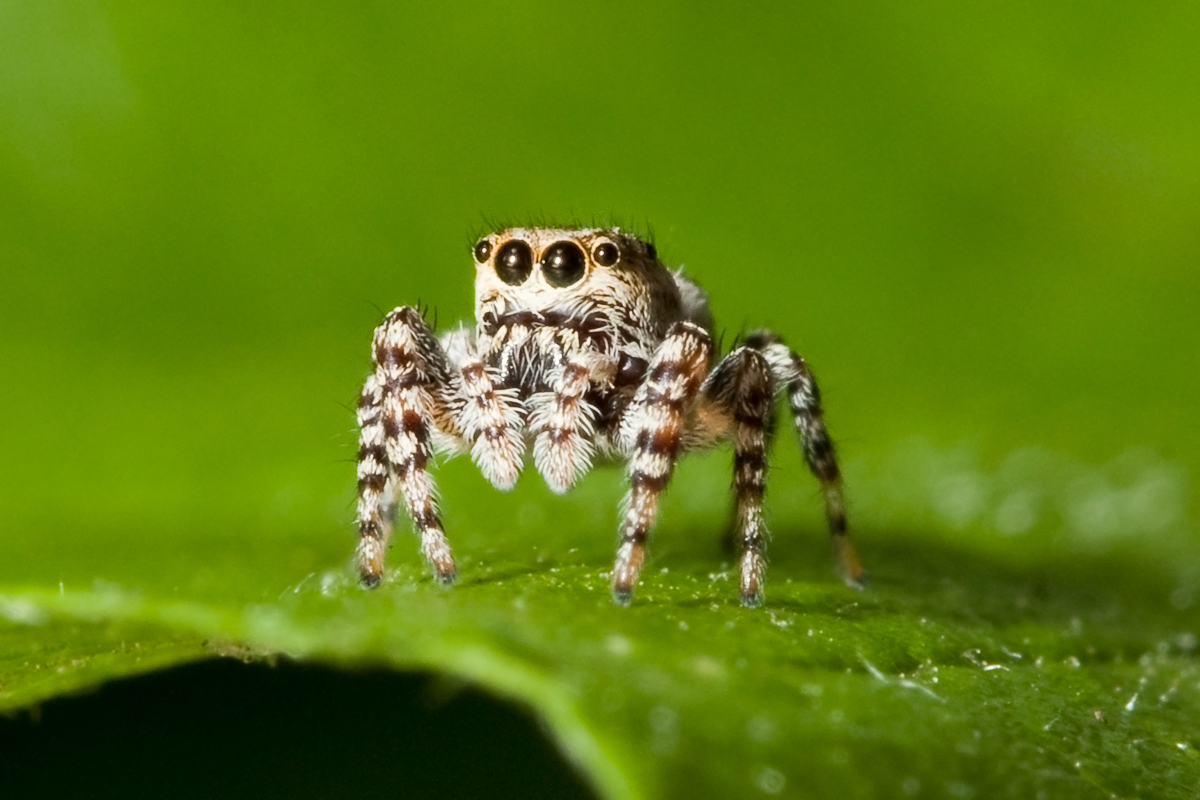
Pelegrina galathea ♀

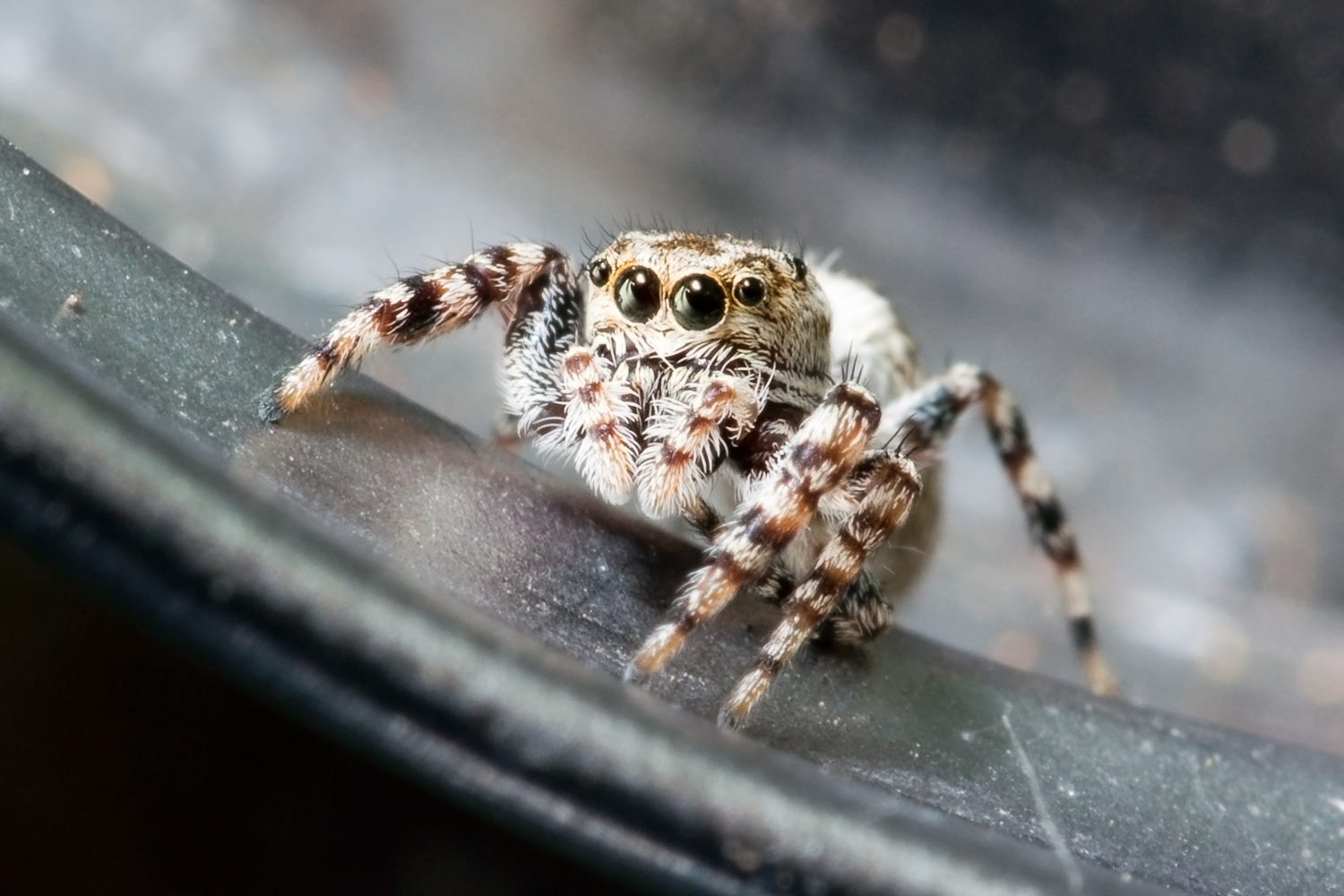
Pelegrina galathea ♀

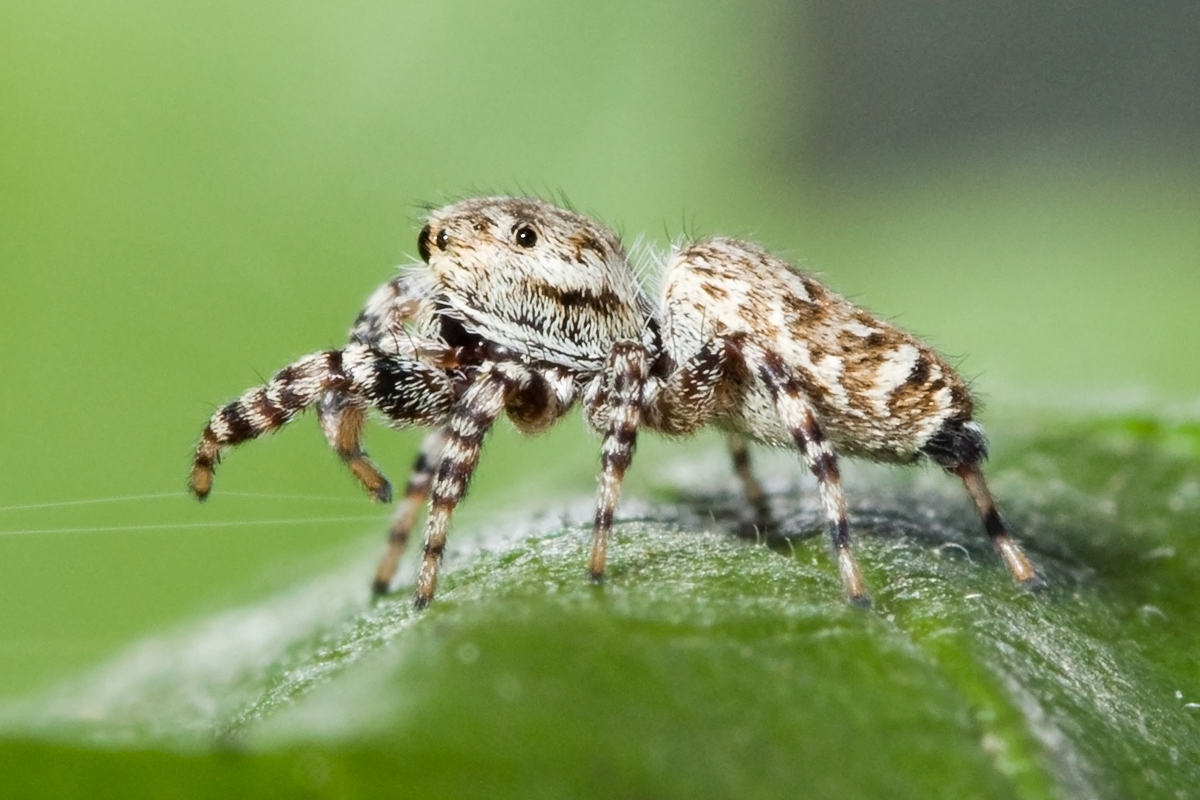
Pelegrina galathea ♀

L'abdomen est ovale et allongé. Le dos de l'abdomen est couvert de poils gris, mêlés de poils noirs, avec huit taches plus blanches, les quatre antérieures inclinées longitudinalement et les quatre postérieures transversales. Deux ou trois autres petites taches de même couleur et peu prononcées sont présentes sur les côtés. La partie ventrale de l'abdomen est d'un brun pâle avec une bande brune longitudinale et noirâtre dans le milieu. 
Le corselet est étroit et épais, presque cubique, avec quatre taches plus foncées. 
Les mandibules sont fortes et brunes.
Les pattes et les palpes sont de couleur pâle, annelés de brun et velus en dessus.

## Comportement

### Alimentation
Ce prédateur insectivore semble consommer la sève de certaines plantes à laquelle il accède en mordant les feuilles avec ses chélicères.
Pelegrina galathea est un prédateur du ravageur du coton Pseudatomoscelis seriatus ainsi que d'autres ravageurs comme Helicoverpa zea, Spodoptera frugiperda, Diabrotica undecimpunctata, Anthonomus grandis, Lygus lineolaris, Schizaphis graminum, Blissus leucopterus et Spissistilus festinus.

### Cycle de vie
La parade nuptiale du mâle est assez complexe et consiste en des accroupissements et des mouvements de flexion des pattes et des palpes.

## Liste des synonymes
Selon World Spider Catalog (16/06/2018, version 19.0) :
- Attus galathea Walckenaer, 1837 (protonyme)
- Attus nubilus Hentz, 1846
- Attus parvus Hentz, 1846
- Euophrys leucophaea C. L. Koch, 1846
- Frigga leucophaea C. L. Koch, 1850
- Icius crassiventer Keyserling, 1885
- Dendryphantes ornatus Banks, 1892
- Zygoballus parvus Banks, 1898
- Metaphidippus digitatus F. O. Pickard-Cambridge, 1901
- Metaphidippus nubilus F. O. Pickard-Cambridge, 1901
- Dendryphantes nubilus Banks, 1901
- Beata digitata Simon, 1903
- Dendryphantes capitatus Peckham & Peckham, 1909
- Dendryphantes digitatus Banks, 1909
- Metaphidippus galathea Chamberlin & Ivie, 1944
- Phidippus galathea Prószynski, 1971

## Dénomination
L'espèce Pelegrina galathea a été nommée et décrite par le naturaliste français Charles Athanase Walckenaer en 1837 sous le protonyme Attus galathea.

## Publication originale
- Walckenaer, C. A. 1837. Histoire naturelle des insectes. Aptères. Paris 1, 1-682.